# جيني دالتون
جيني دالتون (بالإنجليزية: Jenny Dalton)‏ هي لاعب كرة قاعدة أمريكية، ولدت في 5 مارس 1974 في غلينديل في الولايات المتحدة.